# Francesco Froio
Francesco Froio (Montauro, 28 gennaio 1934 – Torino, 9 luglio 2013) è stato un politico italiano.
È stato il padre-padrone dell’autostrada Torino – Bardonecchia (A32)
Uno dei volti più noti della Prima Repubblica, ex deputato socialista.
Ha ricoperto diverse importanti cariche politiche tra le quali, la doppia esperienza nel Parlamento della Repubblica Italiana nel corso della sesta e settima legislatura, di cui è stato membro consecutivamente dal  25 maggio 1972 al 19 giugno 1979. 
Da segretario regionale del Partito Socialista in Piemonte, costituisce con esponenti della Democrazia Cristiana locale la Sitaf, società che gestisce il Traforo del Frejus e l’autostrada Torino – Bardonecchia (A32) che controllerà ininterrottamente fino al 1995, senza mai uscirne del tutto.
Sul suo conto tanti sospetti: 32 volte indagato, anche da Antonio Di Pietro, ma sempre assolto.